# Ana-Maria Avram
Ana-Maria Avram (* 12. September 1961 in Bukarest; † 1. August 2017) war eine rumänische Komponistin und Pianistin.

## Leben
Ana-Maria Avram studierte von 1980 bis 1985 am Nationalkonservatorium von Bukarest. 1992 erhielt sie ein diplôme d'études approfondies (DEA) in Musikästhetik an der Sorbonne. 1988 wurde sie Mitglied des Ensembles für zeitgenössische Musik Hyperion. 1994 gründete sie die Comunitatea Romana Electroacustica si de Muzica Asistata de Computer (CREMAC), deren Präsidentin sie war. Daneben war sie Vizepräsidentin der Confédération Internationale de Musique Electroacoustique (CIME).
2002 gründete Avram mit Iancu Dumitrescu die Acousmania, ein internationales Festival für elektronische und Computermusik, 2003 das Internationale Festival für Spektralmusik Musica Nova in Ploiești, Bukarest und Sinaia. 1994 erhielt sie für ihre Kompositionen den Großen Preis der Rumänischen Akademie. Ihre Werke wurden von renommierten Ensembles wie dem Kronos Quartet aufgeführt und erklangen bei Festivals wie Wien Modern.

## Werke
- La curtile dorului für Mezzosopran und Ensemble, 1985
- Mataboles für Flöte, 1986
- Cuvinte peste poarta din urma für Sopran und Klavier, 1986
- Streichtrio, 1986
- Threnia I für Violine und Orchester, 1986
- Canciones de la Solidad für Fagott und Perkussion, 1987
- Nomos für Sopran, Flöte, Klavier, Perkussion und Streichtrio, 1987
- Zwei Lieder für Bariton und präpariertes Klavier, 1987
- Dialoguri concertante für Kontrabass und Perkussion, 1987
- Musique pour Mallarmé für Klavier, 1987
- Doua cantece für Bariton und Ensemble, 1987
- Cosmophonie für Orgel, 1988
- Signum Gemini I für Klarinette und Perkussion, 1988
- Simfonia für großes Orchester, 1988
- Signum Gemini II für Klarinette, präpariertes Klavier, zwei Perkussionsgruppen und Tonband, 1989
- Momente für Posaune und Ensemble, 1990
- Métaboles für Klarinette und präpariertes Klavier, 1990
- Zodiaque I für präpariertes Klavier und Tonband, 1990
- Notturno I für Oboe und Tonband, 1990
- Threnia III für Stimmen, Kammerchor und Ensemble, 1990
- Ekagrata für Orchester, 1990
- Ouir dans sa chaur pleurer la diamant für Ensemble, 1991
- Metaboles II für Bassklarinette, 1991
- Zoodiaque II für Perkussion und Tonband, 1991
- Zoodiaque III für präpariertes Klavier, Perkussion und Tonband, 1991
- Symetries 1992
- Reflets für Perkussion, 1992
- Archae I für Solostimme, 1992
- Quatre Etudes für Bassflöte, 1992
- Archae II für Sopran, Saxophon und Ensemble, 1992
- Irmos für Solosaxophon und Saxophonensemble, 1992
- Threnia III für Chor, Mezzosopran und Orchester, 1992
- De sacrae lamentationem für großes Orchester, 1993
- Assonant III für Flöte, Perkussion und Klavier, 1993
- Assonant II für Saxophon und Perkussion, 1993
- Swarms II für Streichquartett, 1993
- Swarms für acht Violinen, 1993
- Ekagrata II für großes Ensemble, 1993
- Assonant IV für Oboe, Perkussion und Klavier, 1993–2005
- Ikarus II für Streichquartett, 1994
- Ikarus I, elektronische Musik, 1994
- De l'abolition de l'ame für Frauenstimme, Sprecher, Bassflöten, Posaune, Kontrabass, präpariertes Klavier und Tonband, 1995
- Konzert für Klarinette, Perkussion und Blasorchester, 1995
- Swarms III für Streichorchester, 1995
- Le jardin des seniers qui se bifurquent für Ensemble, Elektronik und Tonband, 1996
- Arcana magna für Streichquartett, Klarinette, Saxophon und präpariertes Klavier, 1997
- Ananda Asur Ely für Saxophon und Streicher, 1997
- Ikarus III für Viola und Tonband, 1997
- Ikarus VI für Villa und Tonband, 1997
- Labyrinthe I für Streichensemble und Tonband, 1997
- In nomine lucis für großes Orchester, 1997
- Chaosmos II für Chor und Orchester, 1997
- Seconnde Axe für Streichorchester, 1998
- Chaosmos III für großes Orchester, 1998
- De l'abolition de l'ame III für Ensemble und Tonband, 1998
- Nouvel Archae II für Live- und computerbearbeitete Stimmen, 1998
- Axe I für Cello und Perkussion, 1998
- Nouvel Axe für Viola, zwei Celli und Kontrabass, 1998
- New Arcana für Solobassklarinette und Ensemble, 1998
- Axe II für Cello, 1998
- Orbit of eternal grace für Bassklarinette, Perkussion und Streichorchester, 1998
- Ascent für Ensemble, 1999
- Horridas nostrae mentis purga tenebras für Computerklänge, 1999
- Nouvel Archae für computergestützte Stimmen, 1999
- Ecstatic Crickets I für Streichorchester, 1999
- Un raggio ardente e di sí chiara luce für Streicher, 2000
- Doryphories I für Ensemble, 2000
- Doryphories II für Ensemble, 2000
- Traces, Sillons, Sillages für Ensemble, 2000
- Ananda Asur Ely für Klarinette und Viola, 2000
- Flashes für Posaune, 2000
- Traces, Sillons, Sillages I für Ensemble und Computerklänge, 2000
- Assonannces III für Stimme, Bassflöte und Elektronik, 2000
- Telesma für Computerklänge und zwei Perkussionsgruppen, 2001
- Zodiaque antique für präpariertes Klavier, Perkussion und Tonband, 2001
- Telesma II für Bassklarinette und Computerklänge, 2001
- Axe III für Klarinette und Cello, 2001
- Etude I für Computerklänge, 2001
- Textures I für Ensemble, 2002
- Asana für Klarinette, Viola, Cello und Kontrabass, 2002
- Telesma IV für Perkussion und Computerklänge, 2002
- Apokatastasis I für Posaune und Computerklänge, 2002
- Quinconce für Viola und Computerklänge, 2002
- Transmutations für Bassklarinette, Ensemble und computerunterstütztes Tonband, 2002
- Esquise I für Panflöte und acht Fagotte, 2003
- Penumbra für Tenorsaxophon, 2003
- Apokatastasis für Perkussion, 2003
- Instants orphiques für Ensemble und Solisten, 2003
- Incantatio für Viola und großes Orchester, 2003
- Galaxy-Reflection für Perkussion, 2004
- Umbre II für Klarinette, 2004
- Axe VII für Kontrabass, 2004
- Nouvel Axe VII für neun Streicher, 2004
- Labyrinthe intérieur für Bassflöte, Perkussion und Computerklänge, 2004
- Lux Animae für Ensemble und Computerklänge, 2004
- Noumena für Bassflöte, Klarinette, Saxophone und großes Orchester, 2004
- Flashes II für Horn und Elektronik, 2005
- Flashes III für Bläsersolist und -ensemble, Perkussion und Computerklänge, 2005
- Quincone II für Viola und Computerklänge, 2005
- The endless burning fire für Bassklarinette, präpariertes Klavier, Perkussion, Harfe und Computerklänge, 2005
- Lux Animae für Ensemble und Computerklänge, 2005
- Iydam für Computerklänge, 2005
- Lux Animae VII für Computerklänge, 2005
- Focul viu für Computerklänge, 2005
- Voices of the Desert für Solisten, Ensemble und Computerklänge, 2005[3]